# رجال الجيش (لعبة فيديو)
رجال الجيش (بالإنجليزية: Army Men) وهي سلسلة من ألعاب الفيديو تم إنتاجها و تطوير معظمها من شركة "ذا ثري دي أو" وطُوِّرت بعضها من "ستوديوهات بانديميك" وتم إنتاج أربعة أنواع بلاستيكية من رجال الجيش تتميز من خلال لونها من الأخضر والرصاصي والأزرق والأحمر والبرتقالي والأسود.

## القصة
تدور أحداث لعبة "رجال الجيش" حول صراع بين جيشين من الجنود البلاستيكيين: الجيش الأخضر والجيش البني. تبدأ القصة بخيانة من أحد القادة، مما يؤدي إلى انقسام داخل الجيش الأخضر وظهور تهديد جديد. يجب على اللاعب قيادة جنود الجيش الأخضر لاستعادة النظام والقضاء على التهديدات.

## أسلوب اللعب
تتميز اللعبة بأسلوب لعب استراتيجي في الوقت الفعلي (RTS)، حيث يتحكم اللاعب في وحدات من الجنود البلاستيكيين عبر بيئات منزلية مصغرة. تتنوع المهام بين الهجوم والدفاع، مع التركيز على استخدام التضاريس لصالح اللاعب. تقدم اللعبة أيضًا عناصر من ألعاب الأكشن، مما يضيف تنوعًا في أسلوب اللعب.

## المبيعات
حققت سلسلة "رجال الجيش" نجاحًا تجاريًا ملحوظًا، حيث بيعت حوالي 6 مليون نسخة حتى عام 1998. ومن بين الألعاب الفردية البارزة التي حققت مبيعات ملحوظة:
- **Army Men: Sarge's Heroes**: حققت أكثر من 1.3 مليون نسخة على منصات Nintendo 64 وPlayStation. - **Army Men RTS**: على الرغم من عدم توفر أرقام دقيقة للمبيعات، إلا أن هذه اللعبة حققت حضورًا ملحوظًا على منصات مثل Steam.
تُظهر هذه الأرقام أن سلسلة "رجال الجيش" كانت واحدة من أكثر سلاسل الألعاب نجاحًا في فترة أواخر التسعينات وأوائل الألفية الجديدة.

## الآراء
تلقى "رجال الجيش" إشادة من اللاعبين والنقاد على حد سواء. أشاد اللاعبون بتجربة اللعب الفريدة والرسومات المبتكرة، بينما أشاد النقاد بالتصميم الإبداعي والاهتمام بالتفاصيل. ومع ذلك، أشار البعض إلى بعض القيود التقنية كأحد جوانب اللعبة التي يمكن تحسينها.